# День Перемоги
День Перемо́ги (рос. День Победы) — державне свято СРСР, а пізніше деяких країн, що були окуповані колишнім СРСР. У СРСР святкувалося щорічно 9 травня з формулюванням: на згадку про переможне завершення «Великої вітчизняної війни радянського народу проти німецько-фашистських загарбників». Встановлене указом президії Верховної Ради СРСР від 8 травня 1945 року (ще до підписання) як день «всенародного свята».
Дата пов'язана з прийняттям капітуляції Німеччини у війні в радянській зоні окупації в передмісті Берліна Карлсхорсті за московським часом.
1948 року, враховуючи наслідки війни, зокрема наявність на той момент величезної кількості інвалідів, свято було скасоване. Відновлене 1965 року зі статусом державного свята й неробочого дня. Від того часу супроводжувалося урочистостями: військовими парадами Радянської армії та демонстрацією на Красній площі в Москві. Також святкувалося у деяких країнах Варшавського договору.
Від 1991 року, після розвалу СРСР, святкується на державному рівні в низці пострадянських країн — Російській Федерації, Білорусі, Казахстані тощо.
День Перемоги в Україні офіційно не святкується з 2016 року. Замість нього був запроваджений День перемоги над нацизмом у Другій світовій війні, який був державним святом до 2023 року. Починаючи з 2024 року, Україна щороку 9-го травня святкує День Європи, а 8-го травня вшанувують жертв Другої світової війни — День памʼяті та перемоги над нацизмом у Другій світовій війні 1939–1945 років. Дата 9 травня як День Перемоги також не святкується в балтійських країнах — Естонії, Латвії та Литві.

## Історія

### Останні дні війни
У квітні 1945 радянські війська впритул підійшли до меж Берліна. Німецькі війська займали оборону уздовж західних берегів рік Одер й Нейсе. На підступах до Берліна й у самому місті було зосереджене угруповання військ, що мало у своєму складі 62 дивізії (у тому числі 48 піхотних, 4 і й 10 моторизованих), 37 окремих піхотних полків і близько 100 окремих піхотних батальйонів, а також значну кількість артилерійських частин і підрозділів. Це угруповання нараховувало біля мільйона чоловік, 1500 танків, 10400 артилерійських систем і мінометів, 3300 бойових літаків.
Сам Берлін також був перетворений у найсильніший укріплений район і підготовлений до ведення вуличних боїв. Навколо Берліна було створено три оборонних кільця, усередині міста споруджено більше 400 залізобетонних довгострокових вогневих точок з гарнізонами до тисячі чоловік. Сам берлінський гарнізон нараховував у своєму складі близько 200 тисяч чоловік.
Радянські війська до початку операції нараховували 149 стрілецьких й 12 кавалерійських дивізій, 13 танкових й 7 механізованих корпусів, 15 окремих танкових і самохідних бригад, загальною чисельністю більше 1 900 000 чоловік. В операції брали участь 1-ша й 2-га армії війська Польського, що нараховували 10 піхотних й 1 танкову дивізію, а також 1 окрему кавалерійську бригаду, загальною чисельністю 155 900 чоловік.

### Взяття Рейхстагу
29 квітня почалися бої за Рейхстаг, який обороняли близько тисячі вояків. Після декількох атак підрозділам 171-ї й 150-ї стрілецьких дивізій вдалося зайняти будинок уже вночі. 30 квітня о 14-й годині 25 хвилин лейтенант О. Берест та сержанти М. Єгоров і М. Кантарія підняли над Рейхстагом Прапор Перемоги. Проте в офіційній радянській історіографії Прапор Перемоги вважався встановленим лише М. Єгоровим і М. Кантарією, а прізвище О. Береста несправедливо замовчувалось.

### Підписання капітуляції
1 травня о 3-й годині 50 хвилин на командний пункт 8-й гвардійської армії був доставлений начальник генерального штабу сухопутних сил (Вермахту) генерал піхоти Кребс, що заявив, що він уповноважений вести переговори про перемир'я. Однак Й. Сталін розпорядився не вести переговорів, крім як про беззастережну капітуляцію. Німецькому командуванню був поставлений ультиматум: якщо до 10-ї години не буде дана згода на беззастережну капітуляцію, радянськими військами буде нанесений нищівний удар. Не одержавши відповіді, радянські війська о 10:40 відкрили ураганний вогонь по залишках оборони в центрі Берліна. До 18-ї години стало відомо, що вимоги про капітуляцію були відхилені. Після цього почався останній штурм центральної частини міста, де перебувала Рейхсканцелярія. Всю ніч з 1 на 2 травня тривали бої за канцелярію. До ранку всі приміщення були зайняті радянськими солдатами.

Вільгельм Кейтель підписує Акт беззастережної капітуляції Німеччини

Уночі 2 травня о 1-й годині 50 хвилин по радіо було прийнято таке повідомлення: «Висилаємо своїх парламентерів на міст Бісмарк-штрассе. Припиняємо воєнні дії». Пізніше заступник міністра пропаганди доктор Ганс Фріче звернувся до радянського командування із проханням про дозвіл виступити по радіо зі зверненням до німецьких військ берлінського гарнізону про припинення опору. До 15-ї години залишки берлінського гарнізону (більше 134 тисяч осіб) здалися в полон.
7 травня о 2:41 ночі в Реймсі, був підписаний акт про беззастережну капітуляцію Німеччини. Від імені союзників акт про капітуляцію підписали генерал Вальтер Беделл Сміт, генерал І. Суслопаров (як свідок від СРСР) і генерал Франсуа Севез (від Франції). Від Німеччини його підписали адмірал Ганс-Георг фон Фрідебург і генерал Йодль.
8 травня о 22:43 за центральноєвропейським часом (9 травня о 0:43 за московським часом) генерал-фельдмаршал Вільгельм Кейтель, а також представники німецьких ВМС, що мали відповідні повноваження від Деніца, на вимогу Сталіна повторно підписали Акт про беззастережну капітуляцію Німеччини, що ознаменувало закінчення Німецько-радянської війни.
За узгодженням між урядами СРСР, США й Великої Британії була досягнута домовленість уважати процедуру в Реймсі попередньою[джерело?]. Проте, у західній історіографії підписання капітуляції німецьких збройних сил, як правило, пов'язується із процедурою в Реймсі, а підписання акту про капітуляцію в Берліні вважається його ратифікацією.
Прийнявши капітуляцію, Радянський Союз не підписав мир з Німеччиною, тобто залишився з Німеччиною в стані війни. Війна з Німеччиною була закінчена 21 січня 1955 року прийняттям Президією Верховної Ради СРСР відповідного рішення. Проте, під власне Великою Вітчизняною війною розуміють лише частину війни з Німеччиною до 8 травня 1945 року включно.

### Берлінська операція

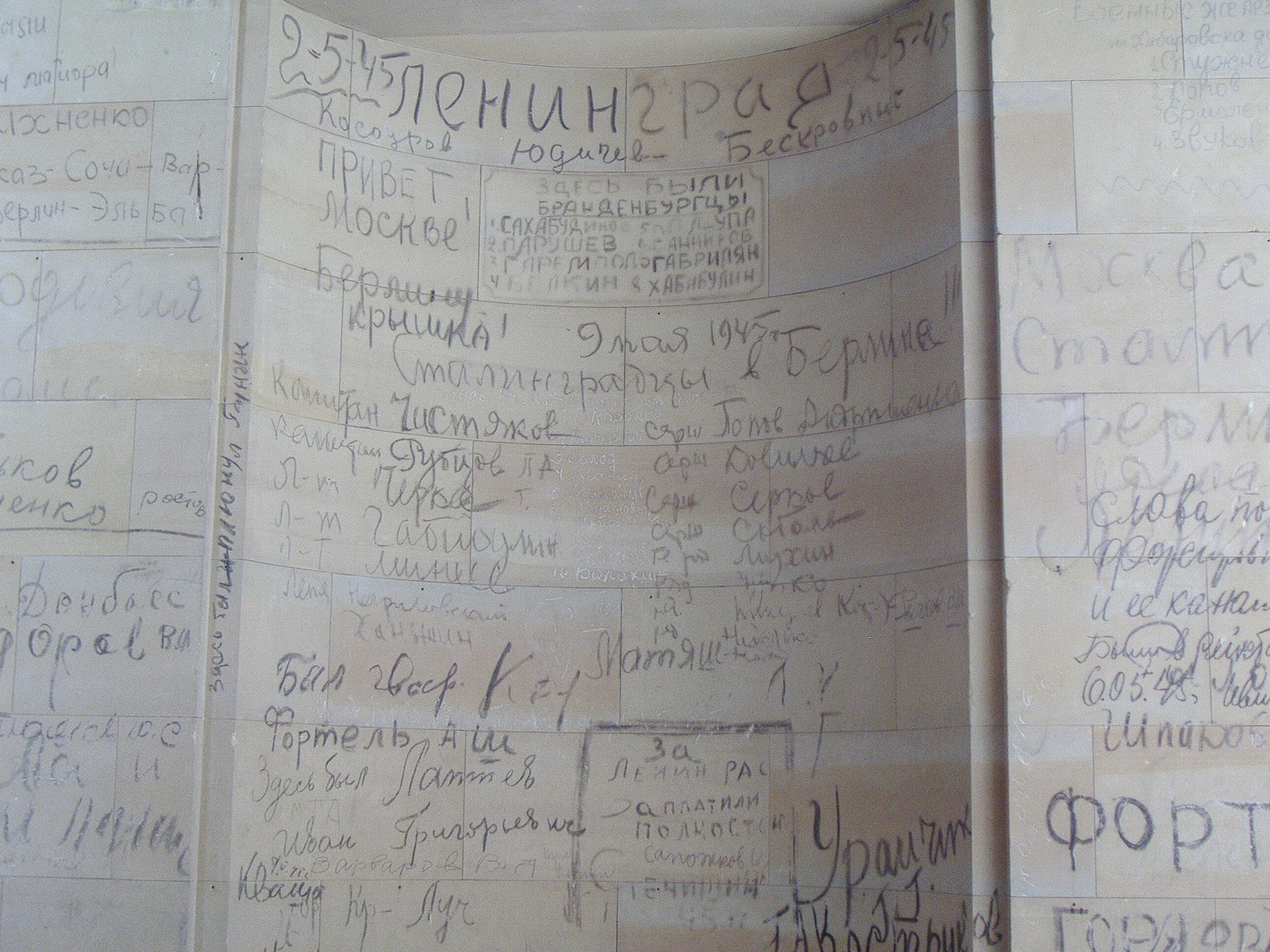
Графіті солдатів СРСР на стінах Рейхстагу

Загалом у Берлінській операції, що тривала з 16 квітня до 8 травня, були задіяні понад 2,5 мільйона солдатів і офіцерів, 6250 танків і самохідних установок, 7500 літаків.
Утрати виявилися величезними: за добу Червона Армія втратила, за офіційним даними, понад 15 тисяч солдатів і офіцерів. Усього радянські війська в Берлінській операції втратили 352 тисяч осіб, у тому числі 78 тисяч осіб загиблими.
У ході операції широко використалися танки в місті. У подібних умовах вони не могли виконувати широкий маневр і ставали зручною мішенню для протитанкових засобів німців. Це також привело до великих втрат: за два тижні боїв Червона Армія втратила третину танків, що брали участь у Берлінській операції, і САУ, що склало 1997 одиниць. Також було втрачено 2108 артилерійських систем і мінометів, 917 бойових літаків.
У результаті радянські війська повністю розгромили 70 піхотних, 12 танкових й 11 моторизованих дивізій противника, взяли в полон близько 480 тисяч осіб.

### Парад Перемоги на Красній площі
9 травня на Центральний аеродром імені Фрунзе приземлився літак «ІЛ-2» з екіпажем А. І. Семенкова, що доставив у Москву акт про капітуляцію Німеччини.
24 червня на Красній площі відбувся Парад Перемоги. Командував парадом Рокоссовський, приймав парад Жуков.
На параді урочистим маршем пройшли зведені полки фронтів у такому порядку: Карельського, Ленінградського, 1-го Прибалтійського, 3-го, 2-го і 1-го Білоруських, 1-го, 4-го, 2-го і 3-го Українських, зведений полк Військово-морського Флоту. У складі полку 1-го Білоруського фронту особливою колоною пройшли представники Війська Польського. Попереду зведених полків фронтів йшли командувачі фронтами й арміями, Герої Радянського Союзу несли прапори частин і з'єднань.
Парад завершився маршем 200 прапороносців, що кидала прапори переможених німецьких військ на поміст біля підніжжя Мавзолею.

### Установлення свята
Пізно увечері 8 травня 1945 року у передмісті Берліна Акт про повну і беззастережну капітуляцію Німеччини підписав генерал-фельдмаршал Вільгельм Кейтель, пізніше повішений за вироком міжнародного трибуналу. На той момент Гітлер уже покінчив життя самогубством, деякі нацистські ватажки, зокрема, Гіммлер, тікали на захід, щоб здатися в полон англо-американським військам. З боку Червоної Армії документ про капітуляцію Німеччини був підписаний без згоди ставки Сталіна. Тому Сталін започаткував святкування Дня Перемоги в СРСР на 9-те травня, на день пізніше ніж святкування Дня Перемоги у решти країн антигітлерівської коаліції. 8 травня 1945 року, до підписання Акту про капітуляцію, М. Калініним був підписаний Указ Президії Верховної ради СРСР, що оголошував 9 травня «Святом Перемоги» (рос. Праздником Победы) та неробочим днем. Відповідні декрети видали також уряди інших комуністичних країн Східної Європи.
Наприкінці 1947 року Сталін скасував святкування цього дня. З огляду на перемогу у війні весь народ, особливо фронтовики, очікували на пом'якшення сталінського режиму, чого Сталін робити не збирався. На думку одного з істориків Другої світової війни Віктора Суворова, Сталін перемогу у цій війні і за перемогу не вважав, а навіть навпаки — підсумки війни оцінював як поразку, оскільки свого часу розраховував і готувався захопити не лише Східну, а й всю Європу. Відновили ж його святкування лише після того, коли за часи хрущовської відлиги народ дихнув трохи вільніше і зажив заможніше, вже в часи раннього Брежнєва.
2004 року Генеральна Асамблея ООН проголосила 8 та 9 травня Днями пам'яті та примирення.

## Відзначення

### В Україні

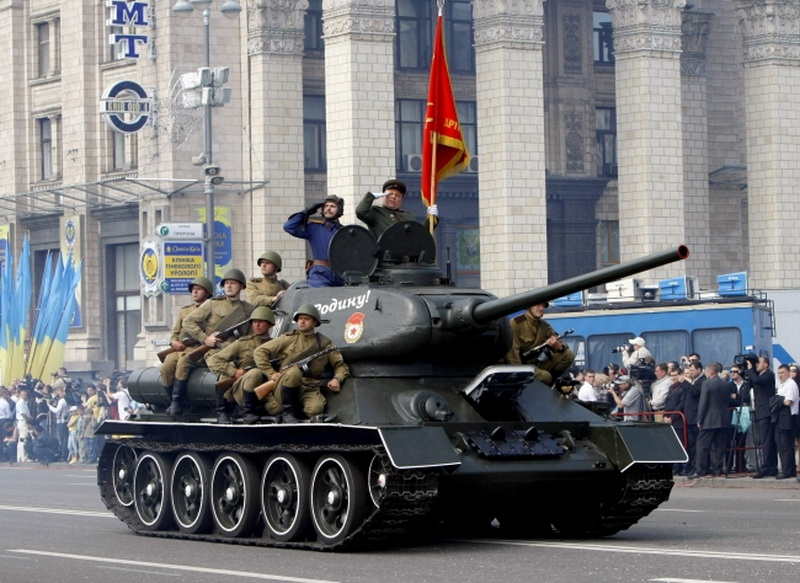
Танк Т-34 на Хрещатику, 9 травня, 2010

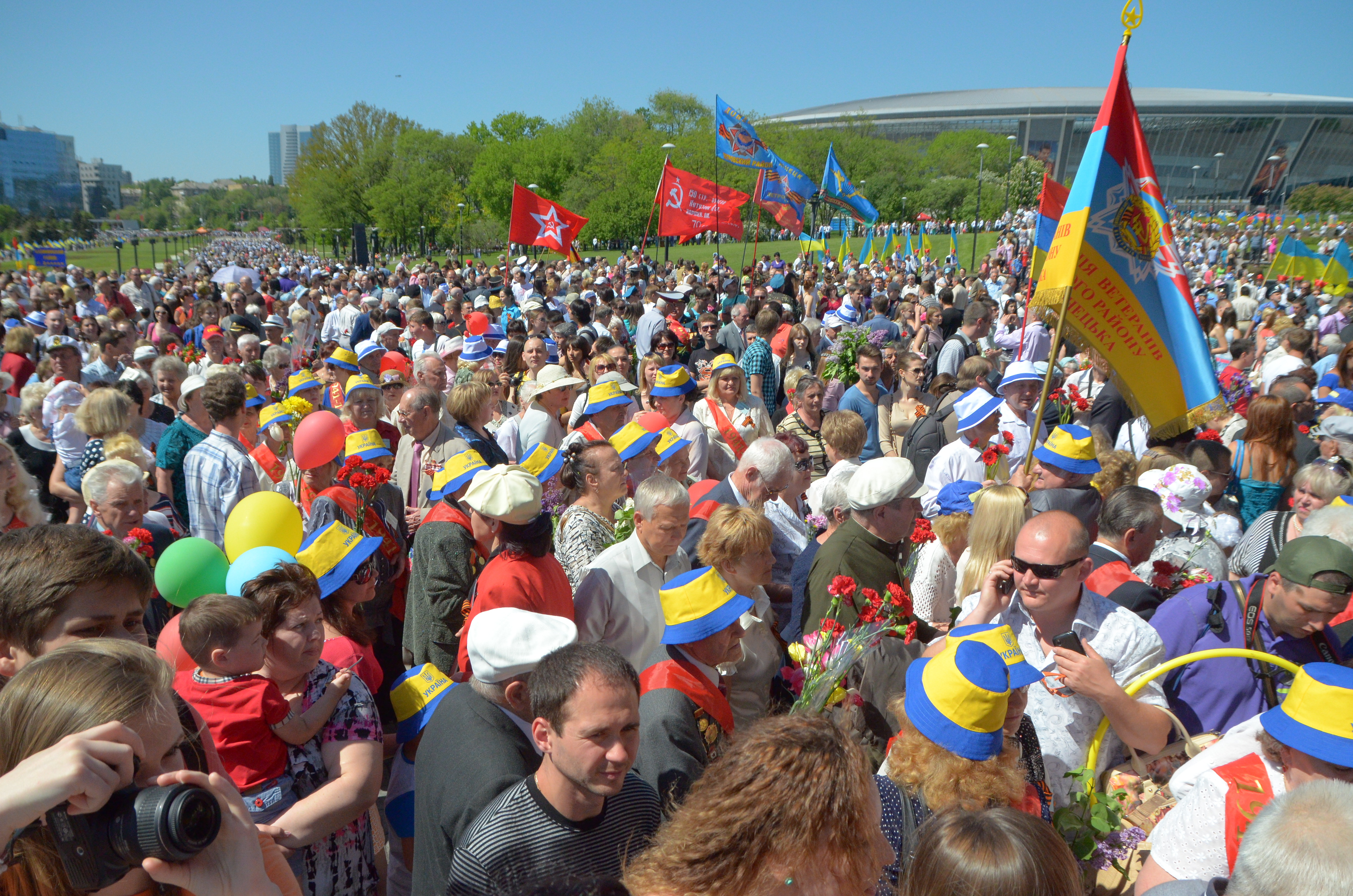
Донецьк, 2013

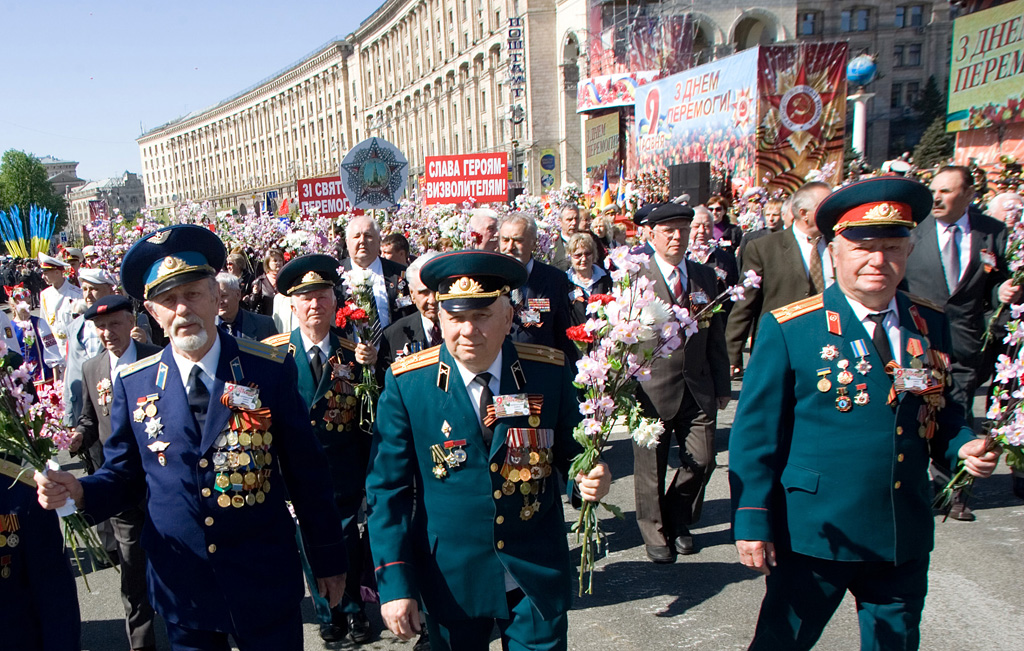
Хода ветеранів на Хрещатику, 2011

Символ пам'яті полеглих в Україні, використовується з 2014 року

#### Суспільна думка
За результатами соціологічного опитування проведеного 2007 року Центром Разумкова, найбільшим святом цей день був для людей старших за 60 років (82 %), у віковій групі 18—29 років справді великим святом його вважали 59,2 % опитаних. Опитування показало, що серед регіонів України виділявся Західний регіон, де День Перемоги великим святом вважали 43,3 % опитаних, а майже кожний п'ятий (19,3 %) не вважали цей день святом.
За результатами соціологічного опитування Центром Разумкова, у 2011 році 70 % громадян України вважали День Перемоги великим святом, ще 23,6 % опитаних вважали цей день звичайним святом. Не вважали День Перемоги святом 4,7 % респондентів і 1,7 % опитаних не змогли відповісти на питання. Відповідно до цього опитування, станом на 2011 рік Німецько-радянську війну українці переважно називали Великою Вітчизняною (до такої назви схилялися 66,2 % опитаних, 28,6 % назвали цю війну Другою світовою, інші відповіді дали 2,4 % респондентів, решта — вагалися з відповіддю).
Серед тих, хто є противником святкування Дня Перемоги 9 травня, популярною є думка про необхідність перенесення святкування на 8 травня, як у більшості країнах Європи. Так у 2012 році 8 травня молоді активісти провели панахиду за загиблими у Другій світовій війні у Києві, Львові, Запоріжжі та Дніпрі. У Львові на Янівському цвинтарі відбувся спільний молебень. Організатори заходів виступають за святкування перемоги 8 травня.
Згідно з даними дослідження, проведеного Київським міжнародним інститутом соціології (КМІС) у лютому 2024 року, 11% українців святкує День перемоги як найбільш популярне свято, поки Різдво Христове — 70%, Великдень — 68% та Новий рік — 47%. Соціологи зазначають, що у 2010 році День перемоги 9 травня був одним із найважливіших свят, так вважали 58% українців. Проте вже 2021 року важливим святом його вважали лише 30% українців. Падіння популярности Дня перемоги в Україні пояснюється тим, що цей день дуже активно відзначається у Росії як агресивне мілітаристське свято.

#### Історія вшанування
У Радянському Союзі (і, відповідно, на теренах Української РСР) День Перемоги був оголошений неробочим днем Указом Президії Верховної Ради СРСР від 26 квітня 1965 року як «Свято Перемоги радянського народу у Великій Вітчизняній війні 1941—1945 рр.».
У 1991 році до статті 73 Кодексу законів про працю Української РСР були внесені зміни і в переліку святкових днів 9 травня було зазначено як «День Перемоги».
В Україні на День Перемоги традиційно організовуються паради, в яких беруть участь військові та ветерани. До параду може залучатися військова техніка, але частіше вони проходять без неї. Так, в Києві за роки незалежності військова техніка вперше була представлена на параді тільки в 2010 році. Крім парадів цього дня вшановують пам'ять загиблих. До військових меморіалів покладають квіти. У церквах служать панахиди.
Багато людей святкують цей день без участі у масових акціях. Так, за соцопитуванням 2013 року 75 відсотків українців заявили про те, що планують відзначати День Перемоги. Проте, за оцінками МВС 2012 року очікувалось, що в масових святкових заходах візьмуть участь 2 мільйони людей.
Менш підтримки свято має на заході країни, переважно в трьох галицьких областях. Так, у Львові перший парад за часи незалежності провели у 2010 році, а раніше він не проводився. Неподалік пройшов альтернативний мітинг, учасники якого наполягали на тому, що цього дня необхідно поминати і молитися за померлих у Другій світовій війні, а не святкувати. Сталося декілька сутичок між учасниками обох заходів. Також тут популярною є думка про те, що святкування на честь перемоги повинно відбуватися 8 травня.
Багато суперечок отримала спроба зобов'язати на державному рівні використовувати як символ свята червоний прапор. У 2011 році був прийнятий Законопроєкт № 8157, який зобов'язував всі державні органи та органи місцевого самоврядування здійснювати «офіційний підйом у День Перемоги копій Прапора Перемоги на будинках (щоглах, флагштоках) поряд з Державним прапором України». Законопроєкт був визнаний неконституційним та не вступив у дію, проте в 2011 його прихильники розпочали акцію по поширенню використання червоного прапора. Це покликало суперечки в суспільстві. Особливо погано до використання червоного стягу ставилися на заході. Це не завадило створити там провокацію 9 травня 2011 року. До Львова приїхали представники проросійських українофобських організацій, що розгорнули прапор на Марсовому полі. Такі дії викликали найгострішу реакцію у Львові та Івано-Франківську, де відзначення Дня перемоги супроводжувалися зіткненнями між прихильниками використання червоного прапора в Україні як символіки свята Перемоги з одного боку та представниками ВО «Свобода» й місцевих жителів з іншого.
До 2014 року серед символів Дня Перемоги використовувалася також георгіївська стрічка. Однак в 2014 році вона стала символом російської агресії щодо України, тому її було вирішено змінити на червоний мак. Дизайн символу розробив харківський дизайнер Сергій Мішакін.
2014 року 9 травня припав на третій місяць російської окупації Криму та перший місяць тривання Антитерористичної операції на Сході України, що спонукало місцеві влади більшості міст відмовитись від урочистих заходів через ймовірність провокацій. Зокрема святкові паради були скасовані у Києві, Харкові та Одесі, молебні замість парадів відбулися у Луцьку та Рівному, тоді як у Львові усі офіційні заходи відбулися 8 травня. Натомість урочистий парад мав місце в окупованому росіянами Севастополі за особистої участі президента Росії В. Путіна.
Починаючи з 2015 року, 8 травня в Україні щорічно відзначається День пам'яті та примирення. З 2016 року замість «Дня Перемоги» 9 травня відзначатиметься «День перемоги над нацизмом у Другій світовій війні». 9 квітня 2015 року депутати також проголосували за законопроєкти, якими зокрема прибрали термін «Велика вітчизняна війна» з українського законодавства і заборонили пропаганду комунізму та нацизму.
8 травня 2023 року Володимир Зеленський подав законопроєкт у Верховну Раду України, яким запропонував встановити 8 травня День памʼяті та перемоги над нацизмом у Другій світовій війні 1939 – 1945 років. 29 травня 2023 року Верховна Рада зробила День пам'яті та перемоги над нацизмом у Другій світовій війні 1939 – 1945 років 8 травня державним святом, скасувавши День перемоги над нацизмом у Другій світовій війні 9 травня.

### У світі

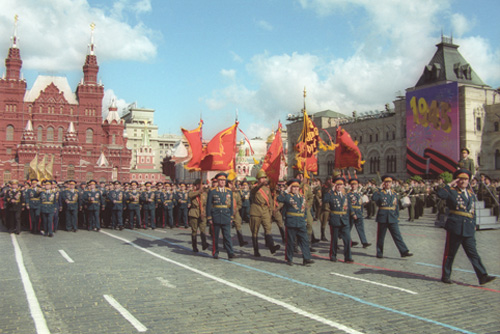
Парад Перемоги у Москві (2000)

Більшість західноєвропейських країн відзначають День Перемоги в Європі — переважно 8 травня, а країни Британської Співдружності — 7 травня.
Переважно 9 травня відзначають:
- Сербії (серб. Дан победе)[49]
- Боснії та Герцеговині (регіон Республіка Сербська[50], серб. Dan pobjede na fašizmom)[51]

День Перемоги відзначають 9 травня також у багатьох посткомуністичних країнах (Естонія, Латвія, Литва, Україна не відзначають), зокрема:
- Білорусі (біл. Дзень Перамогі)[52]
- Вірменії — «День Миру»[53] (вірм. Հաղթանակի եւ Խաղաղության տոն)[54][55]
- Казахстані (каз. Жеңіс Күні)[56]
- Киргизстані (кирг. Жеңиш майрамы)[57]
- Росії (рос. День Победы)[58]
- Таджикистані — (тадж. Рӯзи Ғалабаи халқҳо дар Ҷанги Бузурги Ватанӣ (1941-1945))[59][60]
- Туркменістані — День Перемоги у Великій вітчизняній війні 1941—1945 років[61]
- Азербайджан — «День перемоги над фашизмом»[62]
- Грузія — «День перемоги над фашизмом»[63]
- Узбекистан — «День Пам'яті та Почестей» (назва — з 1999 року)[64]
- Молдова — «День Перемоги та пам'яті героїв, що полягли за незалежність Батьківщини»[65]
- Україна (офіційно — з 2016 по 2023 р.) — День перемоги над нацизмом у Другій світовій війні